# Medagliati ai campionati del mondo di sci alpinismo - Donne
Questa lista riporta l'elenco delle medagliate femminili ai Campionati mondiali di sci alpinismo.

## Individuale
| Edizione | Oro                        | Argento                | Bronzo                      |
| -------- | -------------------------- | ---------------------- | --------------------------- |
| 2002     | Gloriana Pellissier        | Valérie Ducognon       | Catherine Mabillard         |
| 2004     | Cristina Favre-Moretti     | Gloriana Pellissier    | Isabella Crettenand-Moretti |
| 2008     | Roberta Pedranzini         | Laëtitia Roux          | Francesca Martinelli        |
| 2010     | Laëtitia Roux              | Roberta Pedranzini     | Francesca Martinelli        |
| 2011     | Mireia Mirò Varela         | Laëtitia Roux          | Nathalie Etzensperger       |
| 2013     | Laëtitia Roux              | Axelle Gachet-Mollaret | Gloriana Pellissier         |
| 2015     | Laëtitia Roux              | Maude Mathys           | Axelle Gachet-Mollaret      |
| 2017     | Laëtitia Roux (4)          | Maude Mathys           | Axelle Gachet-Mollaret      |
| 2019     | Axelle Gachet-Mollaret     | Alba De Silvestro      | Lorna Bonnel                |
| 2021     | Axelle Gachet-Mollaret     | Tove Alexandersson     | Alba De Silvestro           |
| 2023     | Axelle Gachet-Mollaret (3) | Alba De Silvestro      | Giulia Murada               |
| 2025     | Tove Alexandersson         | Axelle Gachet-Mollaret | Emily Harrop                |

## Vertical
| Edizione | Oro                        | Argento                     | Bronzo                 |
| -------- | -------------------------- | --------------------------- | ---------------------- |
| 2004     | Cristina Favre-Moretti     | Isabella Crettenand-Moretti | Gloriana Pellissier    |
| 2006     | Natascia Leonardi Cortesi  | Roberta Pedranzini          | Catherine Mabillard    |
| 2008     | Roberta Pedranzini         | Francesca Martinelli        | Nathalie Etzensperger  |
| 2010     | Roberta Pedranzini (2)     | Laëtitia Roux               | Francesca Martinelli   |
| 2011     | Mireia Mirò Varela         | Laëtitia Roux               | Gemma Arrò             |
| 2013     | Laëtitia Roux              | Mireia Mirò Varela          | Emelie Forsberg        |
| 2015     | Laura Vila Orgue           | Laëtitia Roux               | Axelle Gachet-Mollaret |
| 2017     | Andrea Mayr                | Emelie Forsberg             | Axelle Gachet-Mollaret |
| 2019     | Andrea Mayr (2)            | Axelle Gachet-Mollaret      | Victoria Kreuzer       |
| 2021     | Axelle Gachet-Mollaret     | Victoria Kreuzer            | Tove Alexandersson     |
| 2023     | Axelle Gachet-Mollaret     | Sarah Dreier                | Alba De Silvestro      |
| 2025     | Axelle Gachet-Mollaret (3) | Tove Alexandersson          | Sarah Dreier           |

## Sprint
| Edizione | Oro                         | Argento               | Bronzo               |
| -------- | --------------------------- | --------------------- | -------------------- |
| 2011     | Laëtitia Roux               | Nathalie Etzensperger | Gabrielle Magnenat   |
| 2013     | Mireille Richard            | Nina Silitch          | Emelie Forsberg      |
| 2015     | Laëtitia Roux (2)           | Anna Figura           | Séverine Pont-Combe  |
| 2017     | Claudia Galicia Cotrina     | Emelie Forsberg       | Marianne Fatton      |
| 2019     | Claudia Galicia Cotrina (2) | Marianna Jagerčíková  | Deborah Chiarello    |
| 2021     | Marianne Fatton             | Marianna Jagerčíková  | Mara Martini         |
| 2023     | Marianna Jagerčíková        | Marianne Fatton       | Emily Harrop         |
| 2025     | Marianne Fatton (2)         | Emily Harrop          | Ana Alonso Rodriguez |

## A squadre
| Edizione | Oro                                              | Argento                                    | Bronzo                                  |
| -------- | ------------------------------------------------ | ------------------------------------------ | --------------------------------------- |
| 2002     | Valérie Ducognon Delphine Oggeri                 | Corinne Favre Carole Toïgo                 | Nathalie Bourillon Véronique Lathuraz   |
| 2004     | Cristina Favre-Moretti Catherine Mabillard       | Jeanine Bapst Isabella Crettenand-Moretti  | Corinne Favre Carole Toïgo              |
| 2006     | Roberta Pedranzini Francesca Martinelli          | Corinne Favre Carole Toïgo                 | Catherine Mabillard Séverine Pont-Combe |
| 2008     | Roberta Pedranzini Francesca Martinelli          | Nathalie Etzensperger Séverine Pont-Combe  | Catherine Mabillard Gabrielle Magnenat  |
| 2010     | Roberta Pedranzini (3) Francesca Martinelli (3)  | Marie Troillet Nathalie Etzensperger       | Corinne Clos Silvia Rocca               |
| 2011     | Nathalie Etzensperger Marie Troillet             | Francesca Martinelli Roberta Pedranzini    | Gabrielle Magnenat Séverine Pont-Combe  |
| 2013     | Axelle Gachet-Mollaret Laëtitia Roux             | Gloriana Pellissier Elena Nicolini         | Maude Mathys Émilie Gex-Fabry           |
| 2015     | Axelle Gachet-Mollaret Laëtitia Roux (2)         | Séverine Pont-Combe Maude Mathys           | Mireia Mirò Varela Marta Riba Carlos    |
| 2017     | Axelle Gachet-Mollaret Lorna Bonnel              | Claudia Galicia Cotrina Mireia Mirò Varela | Martina Valmassoi Alba De Silvestro     |
| 2019     | Axelle Gachet-Mollaret Lorna Bonnel (2)          | Alba De Silvestro Giulia Murada            | Jennifer Fiechter Marianne Fatton       |
| 2023     | Axelle Gachet-Mollaret Emily Harrop              | Alba De Silvestro Giulia Murada            | Célia Perillat-Pessey Candice Bonnel    |
| 2025     | Célia Perillat-Pessey Axelle Gachet-Mollaret (6) | Alba De Silvestro Lisa Moreschini          | Giulia Compagnoni Ilaria Veronese       |

## Staffetta
| Edizione | Oro                                                                                  | Argento                                                                                   | Bronzo                                                                      |
| -------- | ------------------------------------------------------------------------------------ | ----------------------------------------------------------------------------------------- | --------------------------------------------------------------------------- |
| 2004     | Svizzera Isabella Crettenand-Moretti Catherine Mabillard Cristina Favre-Moretti      | Francia Nathalie Bourillon Véronique Lathuraz Delphine Oggeri                             | Italia Annamaria Baudena Christiane Nex Gloriana Pellissier                 |
| 2006     | Italia Francesca Martinelli Chiara Raso Roberta Pedranzini Gloriana Pellissier       | Svizzera Gabrielle Magnenat Nathalie Etzensperger Catherine Mabillard Séverine Pont-Combe | Francia Carole Toïgo Véronique Lathuraz Corinne Favre Nathalie Bourillon    |
| 2008     | Svizzera Nathalie Etzensperger Gabrielle Magnenat Marie Troillet Séverine Pont-Combe | Italia Francesca Martinelli Elisa Fleischmann Roberta Pedranzini Gloriana Pellissier      | Francia Valentine Fabre Véronique Lathuraz Corinne Favre Nathalie Bourillon |
| 2010     | Italia Silvia Rocca Roberta Pedranzini Francesca Martinelli                          | Svizzera Nathalie Etzensperger Gabrielle Gachet Marie Troillet                            | Austria Lydia Prugger Michaela Eßl Veronika Swidrak                         |
| 2011     | Svizzera Nathalie Etzensperger Gabrielle Magnenat Mireille Richard                   | Francia Emilie Favre Sandrine Favre Louise Borgnet                                        | Spagna Cristina Bes i Ginesta Gemma Arrò Mireia Mirò Varela                 |
| 2013     | Francia Laëtitia Roux Valentine Fabre Axelle Gachet-Mollaret                         | Italia Gloriana Pellissier Elena Nicolini Alessandra Cazzanelli                           | Svizzera Émilie Gex-Fabry Maude Mathys Mireille Richard                     |
| 2015     | Francia Laëtitia Roux Marion Maneglia Axelle Gachet-Mollaret                         | Svizzera Séverine Pont-Combe Jennifer Fiechter Maude Mathys                               | Spagna Claudia Galicia Cotrina Marta Garcia Farres Mireia Mirò Varela       |
| 2017     | Francia Laëtitia Roux Valentine Fabre Axelle Gachet-Mollaret                         | Spagna Mireia Mirò Varela Claudia Galicia Cotrina Marta Garcia Farres                     | Italia Alba De Silvestro Martina Valmassoi Giulia Compagnoni                |
| 2019     | Francia Axelle Gachet-Mollaret Lorna Bonnel Léna Bonnel                              | Spagna Nahia Quincoces Altuna Claudia Galicia Cotrina Marta Garcia Farres                 | Svizzera Deborah Chiarello Jennifer Fiechter Marianne Fatton                |
| 2021     | Italia Alba De Silvestro Mara Martini Ilaria Veronese                                | Francia Emily Harrop Léna Bonnel Axelle Gachet-Mollaret                                   | Svizzera Marianne Fatton Victoria Kreuzer Alessandra Schmid                 |

## Combinata
| Edizione | Oro                    | Argento              | Bronzo                      |
| -------- | ---------------------- | -------------------- | --------------------------- |
| 2002     | Valérie Ducognon       | Delphine Oggeri      | Gloriana Pellissier         |
| 2004     | Cristina Favre-Moretti | Catherine Mabillard  | Isabella Crettenand-Moretti |
| 2008     | Roberta Pedranzini     | Francesca Martinelli | Nathalie Etzensperger       |
| 2010     | Roberta Pedranzini (2) | Francesca Martinelli | Nathalie Etzensperger       |
| 2011     | Nathalie Etzensperger  | Laëtitia Roux        | Mireia Miró Varela          |

## Lunga distanza
| Edizione | Oro                  | Argento            | Bronzo                |
| -------- | -------------------- | ------------------ | --------------------- |
| 2008     | Francesca Martinelli | Gabrielle Magnenat | Nathalie Etzensperger |

## Staffetta mista
| Edizione | Oro                                    | Argento                                 | Bronzo                               |
| -------- | -------------------------------------- | --------------------------------------- | ------------------------------------ |
| 2023     | Emily Harrop Thibault Anselmet         | Giulia Murada Nicolò Ernesto Canclini   | Axelle Gachet-Mollaret Robin Galindo |
| 2025     | Emily Harrop (2) Thibault Anselmet (2) | Ana Alonso Rodríguez Oriol Cardona Coll | Marianne Fatton Robin Bussard        |

## Atlete plurimedagliate

### Tutte le gare
| Atleta                 | Oro | Argento | Bronzo | Totale |
| ---------------------- | --- | ------- | ------ | ------ |
| Axelle Gachet-Mollaret | 16  | 4       | 5      | 25     |
| Laëtitia Roux          | 12  | 6       | 0      | 18     |
| Roberta Pedranzini     | 10  | 4       | 0      | 14     |
| Francesca Martinelli   | 6   | 5       | 3      | 14     |
| Cristina Favre-Moretti | 5   | 0       | 0      | 5      |
| Nathalie Etzensperger  | 4   | 5       | 5      | 14     |

### Gare individuali
| Atleta                  | Oro | Argento | Bronzo | Totale |
| ----------------------- | --- | ------- | ------ | ------ |
| Laëtitia Roux           | 7   | 6       | 0      | 13     |
| Axelle Gachet-Mollaret  | 6   | 3       | 4      | 13     |
| Roberta Pedranzini      | 5   | 2       | 0      | 7      |
| Cristina Favre-Moretti  | 3   | 0       | 0      | 3      |
| Marianne Fatton         | 2   | 1       | 1      | 4      |
| Mireia Mirò Varela      | 2   | 1       | 0      | 3      |
| Andrea Mayr             | 2   | 0       | 0      | 2      |
| Claudia Galicia Cotrina | 2   | 0       | 0      | 2      |